# Kriegsverbrecherprozess von Chabarowsk
Der Kriegsverbrecherprozess von Chabarowsk war eine Reihe lange Zeit weitgehend vergessener Gerichtsverhandlungen gegen zwölf Mitglieder der japanischen Kwantung-Armee in der Stadt Chabarowsk Ende Dezember 1949.

## Inhalt
Die Verfahren richteten sich gegen Personen, die an der Entwicklung biologischer Waffen beteiligt waren.
Unter den Angeklagten waren der letzte Befehlshaber der Kwantung-Armee Yamada Otozō und fünf weitere Generäle der Kwantung-Armee, acht von ihnen waren Angehörige der Einheiten 731 (sechs) und 100 (zwei), die übrigen höheren Befehlshaber, denen diese Einheiten unterstanden. Sie waren in der Mehrzahl (acht) Mediziner oder Biologen und wurden wegen Kriegsverbrechen im Zusammenhang mit der Entwicklung, Produktion, sowie dem Einsatz chemischer und biologischer Waffen im chinesischen Schauplatz des Zweiten Weltkrieges zu Haftstrafen zwischen zwei und fünfundzwanzig Jahren verurteilt.
Obwohl die Sowjetunion versuchte, die Ergebnisse des Prozesses der Weltöffentlichkeit zur Kenntnis zu bringen, gelang dies im inzwischen begonnenen Kalten Krieg nicht. Zum einen nahmen lediglich sowjetische Reporter am Prozess teil, zum anderen versuchten die Vereinigten Staaten erfolgreich, die Verhandlungen als bloße kommunistische Propaganda darzustellen; das US-amerikanische Oberkommando für Japan verbreitete die Behauptung, der Prozess sei nur ein Versuch, vom Verbleib etwa 375.000 japanischer Soldaten in sowjetischer Kriegsgefangenschaft abzulenken. Auch wäre es für die US-Amerikaner peinlich gewesen, wenn bekannt geworden wäre, dass sie die ihnen in die Hände gefallenen Biowaffenspezialisten straffrei gestellt hatten, sofern sie für die USA weiter an Massenvernichtungswaffen forschten.
Schon während des Prozesses wurden die japanischen Angeklagten als Experten in der sowjetischen Forschung eingesetzt. 1956 wurden alle noch lebenden Inhaftierten von der UdSSR freigelassen und nach Japan abgeschoben.

## Zusammensetzung des Gerichts
Den Vorsitz der Verhandlung führte der sowjetische Generalmajor der Justiz D. D. Tschertkow, als Beisitzer waren der Oberst der Justiz M. L. Ilnizki und der Oberleutnant der Justiz I. G. Worobjow berufen. Die Anklage wurde durch den Justiz-Staatsrat dritten Ranges L. N. Smirnow vertreten. Die angeklagten Generäle verfügten über je einen Anwalt. Die beiden Stabsoffiziere und die beiden Offiziere wurden von je einem Anwalt vertreten. Die Anwälte wurden durch die Moskauer Rechtsanwaltskammer und die Chabarowsker Regions-Rechtsanwaltskammer gestellt. Die drei angeklagten Unteroffiziere bzw. Gefreiten wurden vom Vorsitzenden der Rechtsanwaltskammer der Region Primor verteidigt.
Das Gutachten über bakteriologische und medizinischen Fragen wurde durch eine Sachverständigenkommission, bestehend aus: N. N. Shukow-Wereshnikow (Mitglied der Akademie der Wissenschaften der UdSSR), W. D. Krasnow (Oberstarzt), Prof. N. N. Kossarew (Lehrstuhlleiter für Mikrobiologie am medizinischen Institut der Universität Chabarowsk), J. G. Liwkina (Dozentin am Lehrstuhl für Mikrobiologie Staatliche Medizinische Universität des Fernen Ostens), N. A. Alexandrow (Oberfeldveterinär) und O. L. Koslowskaja (Parasitologin) erstellt.

## Die Angeklagten und ihre Verurteilungen
- General Yamada Otozō (山田 乙三; Befehlshaber der Kwantung-Armee) – 25 Jahre Arbeitslager
- Generalstabsarzt Kajitsuka Ryūji (梶塚 隆二; Leiter der medizinischen Abteilungen) – 25 Jahre Arbeitslager
- Generalstabsveterinär Takahashi Takaatsu (高橋 隆篤; Leiter der Veterinär-Abteilungen) – 25 Jahre Arbeitslager
- Generalarzt Kawashima Kiyoshi (川島 清; Leiter der Einheit 731) – 25 Jahre Arbeitslager
- Generalarzt Satō Shunji (佐藤 俊二; Leiter des medizinischen Service der 5. Armee) – 20 Jahre Arbeitslager
- Oberstabsarzt Karasawa Tomio (柄沢 十三夫; Sektionsleiter bei der Einheit 731) – 20 Jahre Arbeitslager
- Oberstabsarzt Onoue Masao (尾上 正男; Abteilungsleiter bei der Einheit 731) – zwölf Jahre Arbeitslager
- Oberfeldarzt Nishi Toshihide (西 俊英; Leiter einer Abteilung der Einheit 731) – 18 Jahre Arbeitslager
- Oberfeldveterinär Hirazakura Zensaku (平桜 全作; wissenschaftlicher Mitarbeiter der Einheit 731) – zehn Jahre Arbeitslager
- Feldwebel Mitomo Kazuo (三友 一男; Mitglied von Einheit 100) – 15 Jahre Arbeitslager
- Gefreiter Kikuchi Norimitsu (菊地 則光; medizinisches Personal der Abteilung 643) – zwei Jahre Arbeitslager
- Gefreiter Kurushima Yūji (久留島 祐司; Labormitarbeiter der Abteilung 162) – drei Jahre Arbeitslager

Alle Rangangaben nach: Sowjetunion (Hrsg.), S. 4; Alle Angaben zu den Urteilen nach: Ebd., S 610f; Romanisierung geändert nach Hepburn-System

## Urteil
Das Urteil wurde am 31. Dezember 1949 gesprochen, die Angeklagten wurden zu Arbeitslager zwischen 2 und 25 Jahren verurteilt. In der Urteilsbegründung heißt es wie folgt:

„Hinsichtlich der persönlichen Schuld der Angeklagten in der vorliegenden Strafsache hält das Militärtribunal für erwiesen:“

1. Otosoo Jamada [Otozō Yamada], von 1944 bis zur Kapitulation Japans Oberbefehlshaber der japanischen Kwantung-Armee, leitete die verbrecherische Tätigkeit der ihm unterstellten Abteilungen 731 und 100, durch die ein Bakterienkrieg vorbereitet wurde, und billigte die bestialische Ermordung Tausender Menschen, die in diesen Abteilungen im Rahmen aller möglichen Experimente zur Anwendung der Bakterienwaffen ums Leben kamen.
Jamada traf Maßnahmen, damit die Abteilungen 731 und 100 vollauf zum Bakterienkrieg vorbereitet seien und ihre Leistungsfähigkeit genüge, den Bedarf der Armee an der Bakterienwaffe zu decken.
2. Kioshi Kawashima [Kiyoshi Kawashima], von 1941 bis 1943 Chef der Produktionsabteilung der Abteilung 731, war einer der leitenden Mitarbeiter der Abteilung, beteiligte sich an den Vorbereitungen zum Bakterienkrieg, befand sich auf dem Laufenden über die Tätigkeit aller Unterabteilungen und leitete persönlich die Züchtung todbringender Bakterien in Mengen, die völlig ausreichend waren, um die japanische Armee mit der Bakterienwaffe zu versorgen.
Im Jahre 1942 beteiligte sich Kawashima an der Organisation des Kampfeinsatzes der Bakterienwaffen auf dem Territorium Zentralchinas. Während der ganzen Zeit seines Dienstes in der Abteilung 731 beteiligte sich Kawashima persönlich an der gewaltsamen Massentötung der im Innengefängnis befindlichen Häftlinge durch verbrecherische Versuche, bei denen sie mit Bakterien schwerer Infektionskrankheiten angesteckt wurden.
3. Tomio Karasawa War Chef einer Gruppe der Produktionsabteilung der Abteilung 731, einer der aktiven Organisatoren der auf die Schaffung der Bakterienwaffe abzielenden Tätigkeit und somit Teilnehmer an der Vorbereitung zum Bakterienkrieg.
In den Jahren 1940 und 1942 beteiligte sich Karasawa an der Organisation von Expeditionen, die unter der friedlichen Einwohnerschaft Chinas Seuchen verbreiteten.
4. Riudsi Kadsituka [Ryūji Kajitsuka] setzte sich bereits seit 1931 für die Anwendung der Bakterienwaffe ein. Als Chef einer Abteilung der Sanitätsverwaltung des japanischen Kriegsministeriums förderte er 1936 die Gründung und den Ausbau einer bakteriologischen Sonderformation, deren Leitung auf seinen Vorschlag hin der Oberst und spätere General Ishii übernahm.
Im Jahre 1939 wurde Kadsituka zum Chef des Sanitätsdienstes der Kwantung-Armee ernannt und leitete unmittelbar die Tätigkeit der Abteilung 731, die er mit allem für die Erzeugung der Bakterienwaffe notwendigen versorgte.
Kadsituka besuchte regelmäßig die Abteilung 731, war völlig im Bilde über ihre gesamte Tätigkeit, wusste von den bestialischen Verbrechen, die bei der experimentellen Infizierung von Menschen mittels Bakterien verübt wurden, und billigte diese Untaten.
5. Toshihide Nishi war von Januar 1943 bis zur Kapitulation Japans Chef der Zweigstelle 673 der Abteilung 731 in der Stadt Sunu und persönlich an der Herstellung der Bakterienwaffe beteiligt.
Als stellvertretender Chef der Unterabteilung 5 der Abteilung 731 bildete Nishi zur Führung eines Bakterienkrieges Kader von Fachleuten für die Sondereinheiten bei den Armeeverbänden aus.
Er beteiligte sich persönlich an der Ermordung inhaftierter chinesischer und sowjetischer Staatsbürger, indem er sie mit Bakterien akuter Infektionskrankheiten ansteckte.
Um die verbrecherische Tätigkeit der Zweigstelle und der Abteilung 731 zu vertuschen, befahl Nishi im Jahre 1945, als die sowjetischen Truppen sich der Stadt Sunu näherten, alle Gebäude, Einrichtungen und Dokumente der Zweigstelle zu verbrennen, was auch ausgeführt wurde.
6. Masao Onoue war der Chef der Zweigstelle 643 der Abteilung 731 in der Stadt Chailin. Er erforschte neue Arten der Bakterienwaffe und stellte Materialien für die Abteilung 731 bereit.
Unter seiner Leitung wurden zur Führung des Bakterienkrieges Kader von Fachleuten ausgebildet.
Onoue wusste von der Massentötung der Inhaftierten in der Abteilung 731 und begünstigte durch seine Tätigkeit dieses ungeheuerliche Verbrechen.
Am 13. August 1945 verbrannte Onoue, um die Spuren der verbrecherischen Tätigkeit der Zweigstelle zu verwischen, mit eigener Hand alle Gebäude, Materialvorräte und Dokumente der Zweigstelle.
7. Shundsi Sato [Shunji Satō] war ab 1941 Chef der bakteriologischen Abteilung in der Stadt Kanton, die den Decknamen Nami trug, und wurde 1943 zum Chef der analogen Abteilung Ej in der Stadt Nanjing ernannt. An der Spitze dieser Abteilung stehend, beteiligte Satō sich an der Schaffung der Bakterienwaffe und an der Vorbereitung zum Bakterienkrieg.
Als späterer Chef des Sanitätsdienstes der 5. Armee, die zur Kwantung-Armee gehörte, leitete Satō die Zweigstelle 643 der Abteilung 731 und gewährte ihr, von dem verbrecherischen Charakter der Tätigkeit der Abteilung und der Zweigstelle wissend, seinen Beistand bei der Erzeugung der Bakterienwaffe.
8. Takaatsu Takahashi war als Chef des Veterinärdienstes der Kwantung-Armee einer der Organisatoren der Erzeugung der Bakterienwaffe, leitete unmittelbar die verbrecherische Tätigkeit der Abteilung 100 und trägt die Verantwortung für die bestialischen Versuche, durch die Häftlinge mit Bakterien akuter Infektionskrankheiten angesteckt wurden.
9. Dsensaku Hirasakura [Zensaku Hirazakura] stellte als Mitarbeiter der Abteilung 100 persönliche Forschungen an, auf dem Gebiete der Erzeugung und Anwendung der Bakterienwaffe.
Er beteiligte sich mehrmals an Sondererkundungen längs der Grenzen der Sowjetunion, die das Ziel verfolgten, die wirksamsten Verfahren für einen Bakterienüberfall auf die UdSSR zu klären, und vergiftete dabei Gewässer, insbesondere im Dreistromgebiet.
10. Kadsuo Mitomo [Kazuo Mitomo], Mitarbeiter der Abteilung 100, beteiligte sich unmittelbar an der Herstellung der Bakterienwaffe und erprobte persönlich die Wirkung der Bakterien an lebenden Menschen, die er auf diese qualvolle Weise tötete.
Mitomo war Teilnehmer bakteriologischer Sabotageunternehmungen gegen die UdSSR im Dreistromgebiet.
11. Norimitsu Kikutschi [Norimitsu Kikuchi] arbeitete als Sanitätspraktikant im Laboratorium der Zweigstelle 643 der Abteilung 731, beteiligte sich unmittelbar an der Erforschung neuer Arten der Bakterienwaffe und an der Kultivierung von Unterleibstyphus- und Dysenteriebaszillen. 1945 besuchte Kikutschi einen speziellen Umschulungskurs, wo Fachleute für die Führung eines Bakterienkrieges ausgebildet wurden.
12. Judsi Kurushima [Yūji Kurushima] arbeitete als Laborant einer Zweigstelle der Abteilung 731. Als Fachmann beteiligte er sich an der Kultivierung von Cholera- und Flecktyphusbazillen sowie von Bakterien anderer Infektionskrankheiten und an der Erprobung von Bakteriengeschossen.

„Auf Grund des Dargelegten hat das Militärtribunal des Wehrkreises die Schuld aller aufgezählten Angeklagten an Verbrechen, die unter Artikel 1 des Erlasses des Präsidiums des Obersten Sowjets der UdSSR vom 19. April 1943 fallen, für erwiesen erachtet und gemäß Artikel 319 und 320 der Strafprozeßordnung der RSFSR die Angeklagten unter Berücksichtigung des Grades ihrer persönlichen Schuld verurteilt:“

## Auswirkungen
Bereits mit der Ankunft der Amerikaner in Japan war den USA bekannt, dass Japan erste Versuche im Bereich der biologischen Kriegsführung, sowohl gegen seine asiatischen Nachbarn als auch gegen die USA unternommen hatte. Als Sonderermittler wurde Murray Sanders bestimmt. Bereits nach seiner Ankunft bot sich ihm einer der Köpfe von Einheit 731, der Arzt Naitō Ryōichi (内藤 良一), als Übersetzer an. Als Mitschuldiger konnte er nun unmittelbar Einfluss auf die Verhöre nehmen. Mit den Ergebnissen erreichte Sanders, dass sich Douglas MacArthur, der damalige Oberkommandierende für die Alliierten Mächte in Japan, für Naito und die anderen Kriegsverbrecher der Einheit 731 einsetzen würde.
Der Chef des Bereichs für biologische Kriegsführung innerhalb der Kwantung-Armee Shiro Ishii, welcher sich auf das japanische Festland flüchten konnte, erhielt nach Verhandlungen mit Douglas MacArthur, Immunität. Als Gegenleistung gab er den Amerikanern alles, was er wusste und an Material retten konnte. Neben Ishii erhielten auch alle anderen Ärzte der Einheit 731 Immunität. Ishii wurde für das Verhör mit den sowjetischen Ermittlern von den USA vorbereitet, auch seine Tochter wurde präpariert, so dass sie keine Informationen über das freundschaftliche Verhältnis der Amerikaner mit den gesuchten Kriegsverbrechern ausplauderte.